# Unjha
Unjha est une ville et une municipalité du district de Mehsana, dans l'État indien du Gujarat.
Unjha est situé à 29 km au nord de la ville de Mehsana et à 102 km au nord d'Ahmedabad. 

## Population
Au recensement en Inde de 2011, Unjha comptait une population de 57 108 habitants.

## Personnalités liées à  Unjha
- Le famille du musicien et joueur de sarod Vasant Rai est originaire d'Unjha. Une école de musique commémorant sa mémoire est nommée de son nom à Unjha.